# Danilo Bahiense
Danilo Bahiense (Vila Velha, 8 de maio de 1956) é um delegado de polícia e político brasileiro filiado ao Partido Liberal (PL). Atualmente, é deputado estadual do Espírito Santo.